# HD 27631 b
HD 27631 b是一顆質量高於木星的太陽系外行星，距離母恆星3.25天文單位。它的軌道週期6年，軌道離心率12%。

## 外部連結
- . Exoplanets.   [2013-03-29]. （原始内容存档于2016-11-30）.